# مراقب باشید (فیلم)
مراقب باشید (به انگلیسی: Keep Watching) فیلمی است محصول سال ۲۰۱۷ و به کارگردانی شان کارتر است. در این فیلم بازیگرانی همچون بلا تورن، یوان گریفید، ناتالی مارتینز، چندلر ریگز، لی ونل، مت ویلیگ و کریستوفر جیمز بیکر ایفای نقش کرده‌اند.